# Il Volo

logotipo

Il Volo é um trio pop operático italiano, formado pelos tenores Piero Barone, Ignazio Boschetto, e pelo barítono Gianluca Ginoble. Il Volo, (cuja tradução em português seria O Voo), foi formado em 2009, tendo sido influenciado pelo estilo crossover do também italiano Andrea Bocelli.

## O Trio
Gianluca Ginoble nasceu em 11 de fevereiro de 1995 em Roseto degli Abruzzi (província de Teramo), na região central da Itália, e cresceu perto de Montepagano. Piero Barone nasceu em 24 de junho de 1993, em Naro, perto de Agrigento (Sicilia).  E Ignazio Boschetto nasceu em Bologna, Emilia Romagna, em 4 de outubro de 1994, mas cresceu em Marsala, Sicília.
Mesmo antes de se conhecerem, os três viveram suas vidas de modo parecido, quando, devido às suas vozes maravilhosas mesmo quando crianças, geralmente dirigiam os musicais de suas escolas.

## Carreira

### Ti Lascio Una Canzone(2009-10)
Os três cantores de ópera pop começaram suas carreiras no ano de 2009, quando se conheceram na segunda edição da competição musical Ti Lascio Una Canzone, da TV italiana RAI, em Sanremo. Em maio de 2009, Gianluca Ginoble venceu a competição cantando "Il mare calmo della sera".
Durante a competição, os três foram escolhidos para interpretar como trio o clássico napolitano "'O Sole Mio". Depois da competição, eles continuaram a se apresentar juntos, sob os nomes de The Tryo, Il Trio e finalmente, Il Volo.
Em 2010, eles participaram do especial para caridade "We Are the World 25 for Haiti", um "remake" do sucesso de 1989 "We Are The World". Em fevereiro de 2010, eles interpretaram as musicas Granada e Un Amore Così Grande no 60º Sanremo Festival. No mesmo festival, o trio se apresentou para a Rainha Rania, da Jordânia.

### Il Volo(2010-presente)

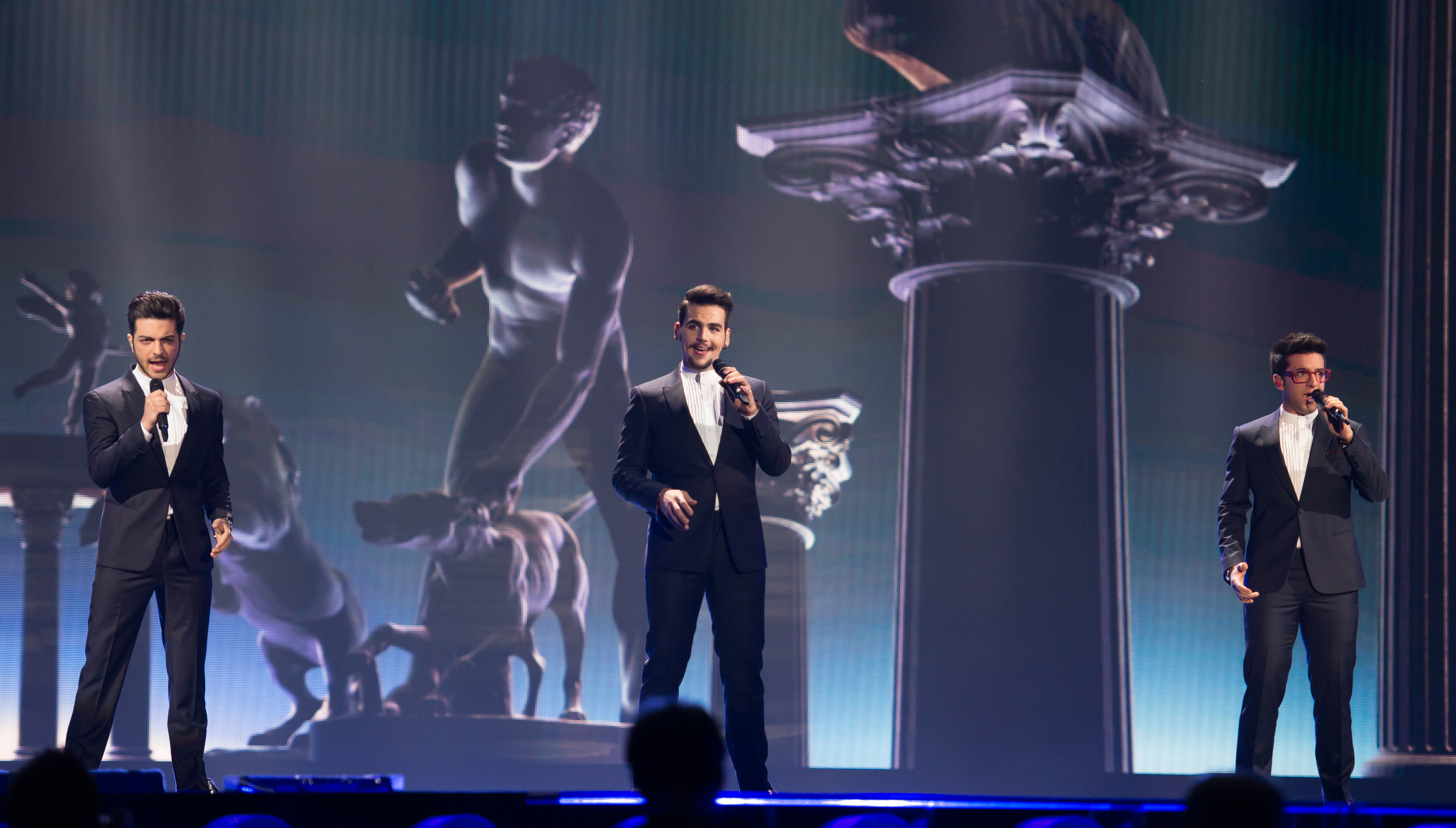
Os Il Volo a actuar no Festival Eurovisão da Canção 2015.

O nome do trio foi mudado para Il Volo no outono de 2010.
Seu primeiro álbum, intitulado Il Volo, foi gravado em 2010 pelo Abbey Road Studio em Londres e produzido por Tony Renis e Humberto Gatica. Foi lançado em novembro de 2010, e alcançou a 6º posição no ranking italiano, recebendo o Disco de Ouro pela Federação Italiana da Indústria Musical.
A edição internacional do álbum foi lançada em abril de 2011 e foi promovido nos Estados Unidos durante a final da 10ª temporada da competição musical American Idol. O grupo cantou 'O Sole Mio, que foi lançado nos Estados Unidos como single no início de 2011. O álbum estreou na Billboard 200 na 10ª posição, e na primeira posição no ranking de álbuns clássicos, vendendo 23.000 álbuns na sua primeira semana. O álbum também entrou para o Top 10 em outros países, como Bélgica, França e Holanda, ficou em primeiro lugar na Áustria.
Uma versão em espanhol do álbum foi lançada e alcançou a 6ª posição no México, a terceira posição no ranking de álbuns clássicos, a 4ª posição no Top Álbuns Latinos e o topo no Top Álbuns Pop Latinos. Essa versão recebeu o Disco de Ouro pela AMPROFON por vender 30.000 cópias e ganhou um RIAA Latin Gold Award por vender 50.000 nos Estados Unidos.
Il Volo foi indicado para o Grammy Latino nas categorias de Melhor Álbum Latino por Dueto ou Grupo com o álbum Il Volo (Edicion En Español) e como Melhor Artista Revelação.
Em novembro de 2011, Il Volo lançou o álbum "Christmas Favorites", que contém um dueto com Pia Toscano. Na mesma época, seu primeiro álbum foi relançado numa edição especial adicionando as músicas de "Christmas Favorites".
Um ano depois, em novembro de 2012, o grupo lançou seu terceiro album, "We Are Love", e em abril de 2013 foi lançada a versão em espanhol, "Más Que Amor".
Em novembro de 2014, após saírem da gravadora Universal Music e assinarem contrato com a Sony Music/Columbia, foi anunciada a participação do trio no Festival de Sanremo. Em 14 de fevereiro de 2015, Il Volo, com a canção Grande amore venceu o Festival de Sanremo, obtendo assim a oportunidade de participar do Festival Eurovisão da Canção 2015 para representar a Itália.
Logo após o Festival, no dia 20 de fevereiro é lançado o EP "Sanremo grande amore"
Apesar de não terem ganhado o Festival Eurovisão da Canção 2015, ganharam os votos telefónicos do público europeu, algo bem mais importante do que qualquer troféu, uma vez que ganharam os corações do povo.

## Vozes
Mesmo sendo chamados de "três jovens tenores", o grupo é formado por dois tenores (Ignazio Boschetto e Piero Barone) e um barítono (Gianluca Ginoble), como informado em entrevistas. Piero Barone é considerado um tenor spinto (facilmente alcança notas do tenor lírico), Ignazio Boschetto é um tenor lírico, e Gianluca Ginoble, que é tecnicamente considerado um barítono, pode também ser classificado como heldentenor (barítono com registro agudo forte, muito comum nas óperas de Wagner).

## Discografia
- Il Volo (2010)
- Christmas Favorites (2011)
- We Are Love (2012)
- Más Que Amor (2013)
- Buon Natale (2013)
- Sanremo Grande Amore  (2015)
- L'amore si muove (2015)
- Notte Magica  - Um tributo aos três tenores (2016)
- Amame (2018)
- Musica (2019)